# 罗曼·安德烈斯·布鲁查加
罗曼·安德烈斯·布鲁查加（Román Andrés Burruchaga，2002年1月23日—），阿根廷男子网球运动员。
布鲁查加在ATP挑战赛有1个双打冠军，在ITF男子巡回赛有2个单打和3个双打冠军。

## 个人生活
布鲁查加是阿根廷前足球运动员，1986年国际足联世界杯冠军成员豪尔赫·布鲁查加的儿子。